# Vladimir Steklov
Vladimir Aleksandrovitj Steklov (russisk: Владимир Алeксандрович Стеклов; født 3. marts 1948) er en sovjetisk og russisk skuespiller.
Han dimitterede fra teaterskolen i Astrakhan i 1970 og medvirkede i løbet af sin karriere i mere end 50 film. I 1999 gennemgik han en grundlæggende uddannelse som kosmonaut som forberedelse til at besøge MIR-rumstationen for at arbejde på en film, men hans rejse blev aflyst.

## Udvalgt filmografi
- Døde sjæle (Мёртвые души, 1984) som Petrusjka
- Tjuzjaja belaja i rjaboj (Чужая белая и рябой, da.: Vilde duer, 1986) som Kolya "Sigøjneren"
- Pljumbum, ili Opasnaja igra (Плюмбум, или опасная игра, da.: Plumbum, eller det farlige spil, 1987) som Lopatov
- Uznik zamka If (Узник замка Иф, da.: Fangen på slottet If, 1988) som Bertuccio
- Vory v zakone (da.: Tyve i loven, 1988)
- Gardemariny, vperjod! (Гардемарины, вперёд!, Marinegarder forude!, 1988) som Gusev
- Kriminalnyj kvartet (da.: Kriminalkvartetten, 1989)
- Moj lutjsjij drug, general Vasilii, syn Iosifa (Мой лучший друг генерал Василий, сын Иосифа, da: Min bedste ven, gereral Vasilij, søn af Josef, 1991) som Vasilij Josifovitj Stalin
- Inderkredsen (1991) som Khrustaljev
- Master i Margarita (Мастер и Маргарита, da.: Mesteren og Margarita, 1994) som Azazello
- Tycoon (Олигарх, 2002) som Beljenkij
- Konservy (Консервы, 2007)
- Jeltsin: Tri dnja v avguste (Ельцин. Три дня в августе, da.: Jeltsin: Tre dage i august, 2011) som Pavel Sergejevitj Gratjov
- Gagarin: First in Space (Гагарин. Первый в космосе, 2013) som Nikolaj Kamanin
- Molodjosjka (Молодёжка, 2013-2017) som Ilja Romanovitj Pakhomov
- Tolko ne oni (Только не Они, da.: Alle andre end dem, 2018) som borgmester
- Odna (da.: Den udvalgte, 2002) som Knjazevs supervisor
- Russkoje (da.: Russisk, 2005)